# Física atômica
Física atômica (português brasileiro) ou física atómica (português europeu) é o ramo da física que estuda as camadas eletrônicas dos átomos, um conjunto de orbitais em um átomo, no qual há uma maior possibilidade de se encontrar os elétrons.
O volume de um átomo é determinado pelos elétrons. Como alguns desses átomos são mais facilmente removíveis que outros, isso nos leva a concluir que alguns elétrons estão mais próximos do núcleo do que outros.
A medida que se aproxima do núcleo, a energia potencial do elétron, devido a atração pelo núcleo, diminui, enquanto sua velocidade e, consequentemente, sua energia cinética aumentam (tal como a velocidade de um satélite aumenta, ao se aproximar da Terra). De um modo geral, a energia total do elétron aumenta à medida que o elétron se afasta do núcleo.

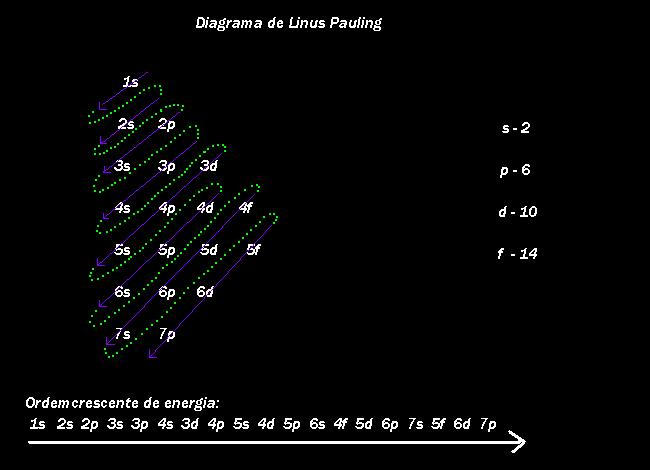
Diagrama de Linus Pauling

Mediante estudos de espectroscopia, o cientistas puderam determinar quantos níveis de energia existem nos átomos. De fato, quando um elétron adquire energia, ele se move de um nível de energia para outro, mais afastado do núcleo (nível de maior conteúdo de energia). Perdendo essa energia adquirida, o elétron a devolve em forma de radiação luminosa, cuja frequência pode ser perfeitamente determinada, pois a cor da radiação depende da frequência.
Nos átomos dos elementos químicos conhecidos, podem ocorrer sete níveis de energia (contendo elétrons) representados, respectivamente, a partir do núcleo, pelas letras K, L, M, N, O, P, Q ou pelos números 1, 2, 3, 4, 5 , 6, 7. Estes números são chamados de números quânticos principais, e representam de forma aproximada a distância do elétron ao núcleo, assim como a energia do elétron.

## História
O começo da física atômica é marcado pelo descobrimento e pelos estudos minuciosos da linhas espectrais. Estas são claramente definidas linhas no espectro luminoso dos átomos livres emissores de luz (o termo "livre" significa que eles são um gás ou vapor e portanto não estão próximos ou interagindo com outros átomos.
Uma das contribuições seminais para a atomística moderna foi dada por Einstein ao estudar o chamado movimento browniano. Este é o movimento de zig-zag observado em pequenos corpos colocados em suspensão, como os grãos de pólen etc. Einstein explicou que esse movimento era devido aos pequenos empurrões que essas partículas recebem devido ao fato do líquido ser constituído de moléculas em constante movimento. Corpos muito grandes não sofrem esse movimento pois sofrem tantos empurrões, em tantas direções, cuja média vai a zero.
Investigou também a interação da luz com a matéria, e descobriu as leis fundamentais da troca de energia-campo de radiação-matéria. Estes estudos formariam as bases da moderna espectroscopia atômica.
As análises de Einstein da interação da radiação com os átomos mostrava a ocorrência da chamada emissão estimulada de radiação, fenômeno fundamental para o surgimento do laser.
Ao longo de sua carreira, Einstein realizou inúmeras contribuições para a física atômica, mas seu trabalho combinado com outro físico N. Bose, é que foi de extrema relevância para criar as novas perspectivas para a física atômica. A chamada condensação de Bose-Einstein, relevante para vários campos da ciências.
A condensação de Bose-Einstein, ainda é muito nova do ponto de vista experimental para que possamos saber que novas super-propriedades ela deverá nos revelar. Por essa razão, esse tópico é um dos mais importantes para os próximos anos e sem dúvida constituiu-se numa das maiores perspectivas de avanços para o campo da física atômica. Outro campo de grande perspectiva é o de entender como esses átomos, nesse regime quântico, interagem formando moléculas.
Cada vez mais o poder da ciência em dominar e controlar a espécie atômica determina seu próprio avanço.

## Física atômica e nuclear
Grande parte das pessoas associam o termo física atômica com força nuclear e bomba nuclear, devido aos sinônimos (sinónimos) de atômico e nuclear. Entretanto, há diferença entre a física atômica e a física nuclear. Enquanto a primeira ocupa-se do estudo do átomo como um conjunto elétron-núcleo, a segunda estuda apenas o núcleo, suas propriedades e as reações nucleares, tais como a fissão, fusão e decomposição nuclear.